# Metconazole
Le metconazole est un fongicide et régulateur de croissance des plantes, appartenant au groupe des triazoles. Il est synthétisé dans la seconde moitié des années 1980 par la société Japonaise Kureha. En Europe, il est commercialisé sous la marque « Caramba ». Le produit vendu est un mélange de stéréoisomères.

## Stéréochimie
Le metconazole possède deux centres stéréogènes, et possède donc quatre stéréoisomères, qui ont également été confirmés expérimentalement. Le Caramba est un mélange des formes (1S, 5S)-, (1R, 5R)-, (1R, 5S)- et (1S, 5R)-.
| Quatre stéréoisomères (deux paires d'énantiomères) | Quatre stéréoisomères (deux paires d'énantiomères) |
| -------------------------------------------------- | -------------------------------------------------- |
| Mélange 1:1 (racémique) Numéro CAS : 115850-28-7   |                                                    |
| Mélange 1:1 (racémique) Numéro CAS : 115850-27-6   |                                                    |

## Fonctionnement et application
Le metconazole est un fongicide systémique qui inhibe la biosynthèse de l'ergostérol et affecte la membrane cellulaire du champignon. Le metconazole est utilisé sur une large gamme de champignons, notamment les Pucciniomycetes responsables des rouilles, le fusarium, alternaria et septoria.
En tant que régulateur de la croissance des plantes, il permet de limiter la hauteur des tiges, et d'éviter que le riz ou les céréales versent.
En Belgique, le metconazole (principe actif du Caramba) est autorisé pour les cultures de pois, de lupin, de blé tendre, d'orge commune et de colza.
Aux Pays-Bas, le Caramba est autorisé depuis octobre 2005 comme fongicide dans la culture de blé d'hiver et d'été et de colza et en tant que régulateur de croissance dans la culture du colza.

## Réglementation
Le metconazole a été inscrit par la Commission européenne dans la liste des produits autorisés (annexe I de la Directive 91/414/CEE) le 21 août 2006, uniquement comme fongicide. Le 4 avril 2008, il a été autorisé également comme régulateur de croissance.

## Toxicologie et de sécurité
Sa toxicité est limitée pour les animaux et les personnes dans des conditions normales d'utilisation. Cependant, il est persistant et stable dans l'eau, et est considéré comme dangereux pour l'environnement.
La dose journalière acceptable (DJA) est de 0,01 mg/kg de poids corporel par jour.